# 奥村タツロウ
奥村 タツロウ（おくむら たつろう、1992年7月27日 - ）は、日本の男性歌手、ラジオパーソナリティー、MC、作詞家、作曲家。現所属レーベルはFeniZonRecords、事務所はFeniZonRecords。東京都練馬区出身。

## 歌手
2014年
12月　1st Single「Clear」発売。
2015年
8月　2nd Single「空奏ドライブ」発売。
12月　キングレコードよりメジャーデビューシングル「Look Of Love」発売。
2016年
1月　アリオ深谷インストアライブ。
3月　ウニクス秩父。
インストアライブ。
4月　配信限定シングル「StellS」リリース。
ウニクス伊奈インストアライブ。
5月　ウニクス鴻巣インストアライブ。
アリオ深谷2度目のインストアライブ。
5月21日MOOMIN-リュウジ主催「NEXTAGE vol.1」出演。
7月　池袋HMVインストアライブ。
イトーヨーカドー郡山インストアライブ。
8月27、28日　森の京都博・道の駅農匠の郷支援事業、第24回「やくの高原まつり」に花*花とともにゲスト出演する。
10月　「山本千明メジャーデビューレコ発」ゲスト出演。
アリオ上尾インストアライブ。
11月　茨城県筑西市にて「しらとり祭」出演。
12月2日イオンモール佐野新都心セントラルコートにてインストアライブ。
FKDインターパーク店インストアライブ。
「ミュージックJIC」ゲスト出演。
池袋西口公園にて「CHANCO-1グランプリ2016」に出演。
2017年
1月　配信限定シングル「巫女神楽」リリース。
東京ドイツ村にてイルミネーション点灯式に出演。
2月　「TokyoLiveLine in Fukuoka九州行脚」公開収録　MC/ゲスト出演。
「長崎ランタンフェスティバル2017」出演。
3月　池袋西口公園にて「日本伝統文化フェスタ」に出演。
池袋Hot eyesにてARTIST TRIBUTE「THE BOOM」にゲスト出演、THE BOOMの元ベースの山川浩正と共演。
5月　池袋Hot eyesにて「Cray ANISON Rhapsody」にゲスト出演し、Craydollとも共演を果たす。

## ラジオ
2014年
4月　「日曜的なっ！」第1、3週16時～「Sun Sun Rushhour」FMうらやす放送パーソナリティー担当。（現在放送終了）
2015年
12月12日ラジオ番組「WEEKLY MUSIC TOP20」（毎週土曜14時～FM西東京）ゲスト出演。
2016年
4月　「おちゃらけないとっ！」毎週水曜23時30分～かつしかFM放送パーソナリティー担当。

## ディスコグラフィ
|     | 発売日     | タイトル     | 規格品番  |
| --- | ---------- | ------------ | --------- |
| 1st | 2014年12月 | Clear        | FNZR-1472 |
| 2nd | 2015年8月  | 空奏ドライブ | FNZR-3646 |

|     | 発売日     | タイトル     | 規格品番  |
| --- | ---------- | ------------ | --------- |
| 1st | 2015年12月 | Look Of Love | KICB-2649 |

|     | 発売日    | タイトル | 備考 |
| --- | --------- | -------- | ---- |
| 1st | 2016年4月 | StellS   |      |
| 2nd | 2017年1月 | 巫女神楽 |      |